# Монтесано, Энрико
Энри́ко Монтеса́но (итал. Enrico Montesano; род. 7 июня 1945, Рим) — итальянский актёр театра и кино, шоумен  и политический деятель.

## Биография
Родом из театральной семьи: прадед Никола (род. 1851), уроженец юга Италии, был комиком, другой прадед, Микеле, вместе с братом Акилле  создали опереточную компанию в Риме. Его дед Энрико был известным дирижёром. Потому не удивительно, что юный Рико  с детства увлекался искусством. 
Дебютировал в театре в 1966 году в постановке Витторио Меца «Юмористический герой» в маленьком Театре Гольдони, где блеснул в жанре пародии.  В следующем сезоне (1967/1968), благодаря сотрудничеству с Леоне Манчини, он начал свою деятельность в знаменитом театре-кабаре «Пуфф» в Риме.
На телевидении он стал известен после участия в знаменитом шоу дуэта Кастеллано и Пиполо  «Друзья по воскресеньям», где выступал с 1968 года. В 1970-е годы популярность Монтесано наконец дала о себе знать и в кино. Он принял участие в нескольких комедийных фильмах,  включая главные роли в «Безумных скачках» (1976) Стено, «Омарах на обед» (1979) Джорджо Капитани и «Синг-Синг» (1983) Серджо Корбуччи. Успешной получилась и режиссёрская карьера Энрико, отмеченная рядом престижных наград.
Энрико Монтесано — четырёхкратный лауреат премии «Давид ди Донателло», обладатель «Серебряной ленты» и приза за выдающиеся заслуги кинофестиваля «Капри, Голливуд».